# Traude-Maria Henschel
Traude-Maria Henschel, verehelicht Erler (* 16. Dezember 1929 in Schwarzenberg; † 2013), war eine deutsche Textilgestalterin, insbesondere Handweberin.

## Leben und Werk
Traude-Maria Henschel war von 1945 bis 1959 Neulehrerin. Sie betätigte sich in ihrer Freizeit intensiv mit der Weberei und besuchte von 1958 bis 1960 bei Karl Michel die Mal- und Zeichenschule Zwickau. Von 1960 bis 1961 machte sie bei Annemarie Freymann in Annaberg eine Lehre als Handweberin. Danach arbeitete sie freischaffend in Raschau. 1975 wurde sie in Verband Bildender Künstler der DDR aufgenommen, dem sie dann bis 1990 angehörte. Sie hatte eine bedeutende Zahl von Einzelausstellungen und Ausstellungsbeteiligungen im In- und Ausland. Unter anderem gehörte sie 1980 zu den ersten Künstlern der DDR, die sich an der Internationalen Miniatur-Textilien-Ausstellung in Szombathely beteiligten.

## Rezeption
„. . . setzt in der bauhaushaften Schlichtheit und Konsequenz ganz neue Akzente. Ihre Flachwebereien mit rein geometrischen Grundformen gewinnen durch die farbliche Abstufung von Naturbeige zu Braunschwarz eine Dekorativität besonderer Art.“
Christiane Keisch

## Museen und öffentliche Sammlungen mit Werken Traude-Maria Henschels (unvollständig)
- Berlin: Kunstgewerbemuseum im Schloss Köpenick
- Chemnitz: Textil- und Kunstgewerbesammlung der Kunstsammlungen Chemnitz
- Leipzig: Grassi Museum für Angewandte Kunst

## Werke (Auswahl)

### Sakrale Werke
- Altarwandbehang (1981; St. Katharinen-Kirche Oberhelmsdorf)
- Der Weg des Menschen, der am Kreuz Jesu Heil und Frieden erlangt (Dreiteiliger Gobelin; Friedenskirche Cranzahl)
- Paramente am Altartisch und am Lesepult (1985, fünffach handgewebt; Gemeindezentrum der Bonhoeffer-Kirchgemeinde Chemnitz-Markersdorf)[3]

### Profane Werke
- Grüne Felder (1975, Handweberei)[4]
- Linie–Fläche–Raum (1976, Flachweberei, Wolle, 145 × 98 cm; auf der VIII. Kunstausstellung der DDR)[5]
- Erhellte Dunkelheit (1979, Flachweberei, 153 × 90 cm)[6]
- Zeitraumfantasie (1982; Flachweberei, Schafwolle, Baumwolle; auf der IX. Kunstausstellung der DDR)
- Behang (Leinen, Baumwolle, 162 × 74 cm)[7]
- Tonerfüllter Raum (1986, Gobelin, Schafwolle, Baumwolle, 300 × 360 cm; auf der X. Kunstausstellung der DDR)

## Weblink
- https://archiv.adk.de/objekt/2260325